# Domapotheke zum Rautenkranz

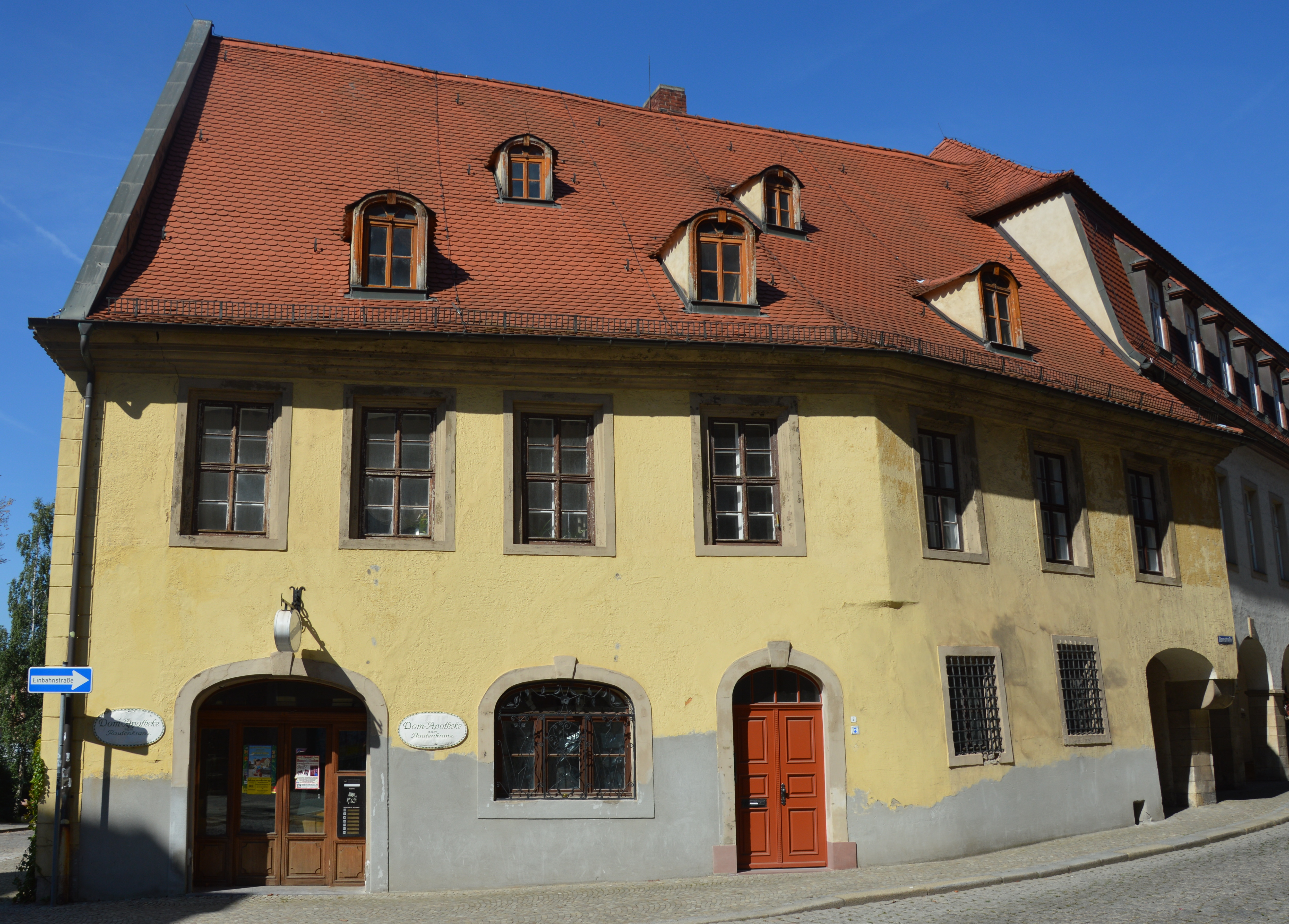
Domapotheke zum Rautenkranz, 2017

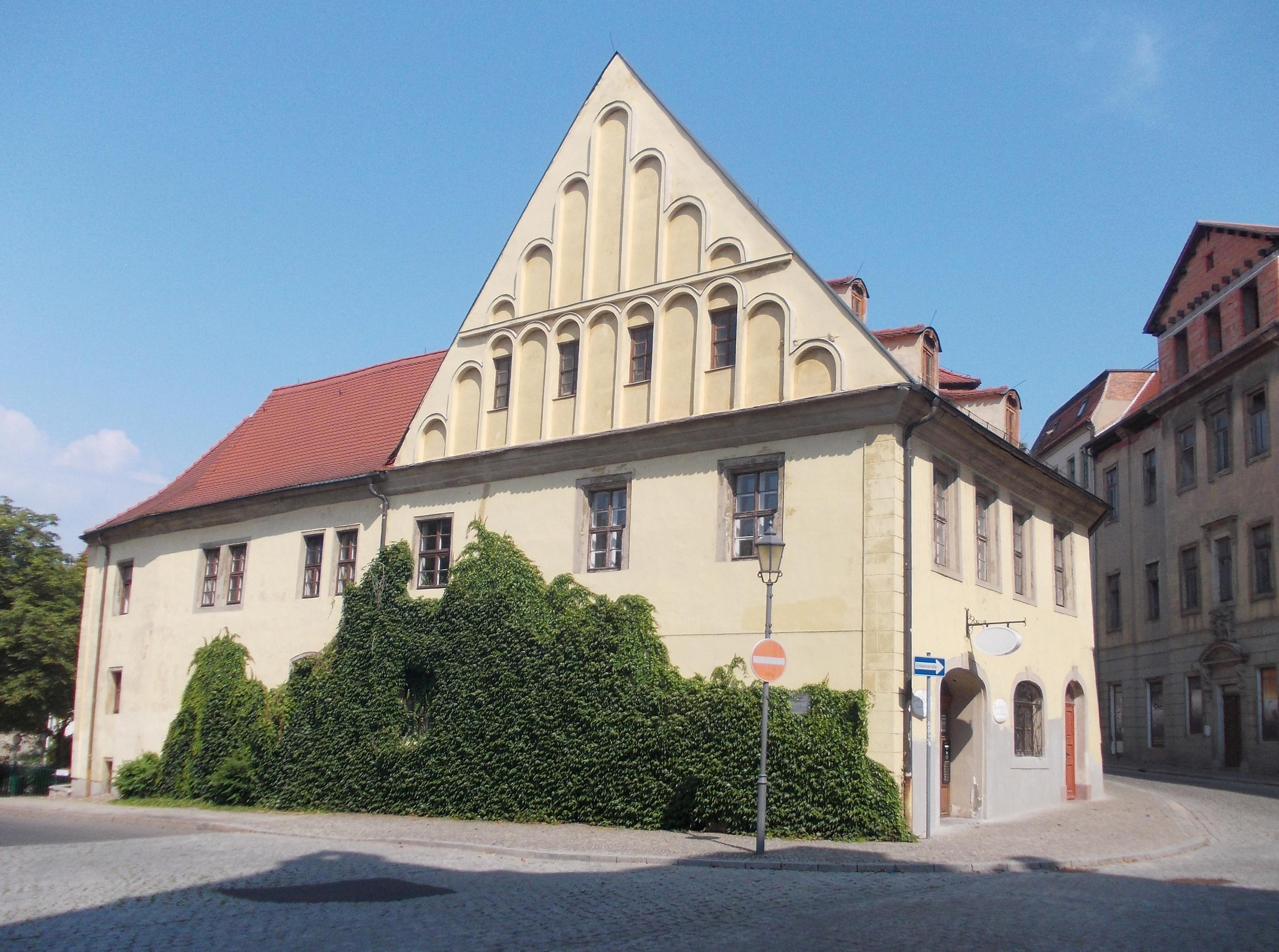
Blick von Südosten, 2015

Die Domapotheke zum Rautenkranz ist eine denkmalgeschützte ehemalige Apotheke in der Stadt Merseburg in Sachsen-Anhalt.

## Lage
Sie befindet sich an der Adresse Domstraße 2 in einer markanten Ecklage an der Ecke Domstraße/Apothekerstraße in der Merseburger Innenstadt. Die Gebäude des Anwesens schließen einen Innenhof ein. Nördlich grenzt das gleichfalls denkmalgeschützte Haus Domstraße 4 an. Südlich des Hauses befindet sich der Jahreszeitenbrunnen.

## Architektur und Geschichte
Bis zum Jahr 1514 befand sich auf dem Grundstück eine Synagoge. Jüdische Kaufleute sind in Merseburg bereits seit dem 10. Jahrhundert belegt. Der Keller des Anwesens ist bereits aus romanischer Zeit und belegt so eine Bebauung bereits zur Zeit des Mittelalters. Ab 1542 bestand für das Grundstück ein Apothekenprivileg. In der Renaissance und während des Barock erfolgten Umbauten der mittelalterlichen Bausubstanz. An der südlichen Seite besteht eine auf das Jahr 1535 verweisende Inschriftentafel.
Im örtlichen Denkmalverzeichnis ist die Apotheke unter der Erfassungsnummer 094 20145 als Baudenkmal verzeichnet.